# 477
| [ Edytuj tabelę ]          |                                      |
| Cesarz Bizancjum           | - 474 Zenon 491                      |
| Król Franków               | - 457 Childeryk I 481                |
| Król Kentu                 | - 455 Hengest 488                    |
| Patriarcha Konstantynopola | - 471 Akacjusz 488                   |
| Władca Korei               | - 413 Changsu 491                    |
| Król Munsteru              | - 453 Óengus 489                     |
| Król Ostrogotów            | - 471 Teodoryk Wielki 526            |
| Papież                     | - 468 Symplicjusz 483                |
| Król Persji                | - 459 Peroz I 484                    |
| Król Wandalów              | - 428 Genzeryk 477 - 477 Huneryk 484 |
| Król Wizygotów             | - 466 Euryk 484                      |

Rok 477 / CDLXXVII
stulecia: IV wiek ~
V wiek ~
VI wiek

lata: 467 «
472 «
473 «
474 «
475 «
476 «
477
» 478
» 479
» 480
» 481
» 482
» 487

## Wydarzenia
- Azja
  - buddyzm stał się religią państwową w Chinach
- Europa
  - Huneryk został królem Wandalów

## Zmarli
- 25 stycznia – Genzeryk, król Wandalów
- 22 maja - święta Kwiteria, święta katolicka, dziewica, męczennia
- Armatus, powinowaty bizantyńskiego cesarza Zenona